# Centrache
Centrache és un municipi italià, situat a la regió de Calàbria i a la província de Catanzaro. L'any 2023 tenia 358 habitants, sent així el municipi menys poblado de la província.

## Demografia
| 1r gener 2017 | 1r gener 2018 | 1r gener 2023 |
| 391           | 397           | 342           |

## Administració
| Dates mandat | Nom de l'alcalde/ssa | Causa finalització |
| ------------ | -------------------- | ------------------ |